# Sahaspur
Sahaspur fou un important estat tributari protegit del tipus zamindari, amb una superfície de 1.909 km², format per 484 pobles i una ciutat, amb uns ingressos estimats el 1934 d'un milió tres-centes mil rupies. Estava regit per una dinastia chandela kahluria i va passar a l'estat el 1953. El zamindari era el més gran dels districtes de Moradabad i Badaun a les Províncies Unides d'Agra i Oudh.
El 1526 després de la primera batalla de Panipat, una part dels rajputs locals es van establir al Panjab però van romandre en contacte amb la regió de Badaun i de Katehr (Moradabad) i al començament del segle XVII, cridats per alguns parents, van retornar i l'emperador va concedir al seu cap, el títol de rai i el va nomenar Chakiadar del districte de Bijnor el 1713. Van posseir les terres sota diverses sobiranies. Bahadur Krishna Singh les tenia a la meitat del segle XIX; el va succeir Pradhuman Singh, mort el 1880, i succeït per Anirudh Singh que va morir el 1910. Raj Singh va seguir i després Jagat Kumar Singh, que va morir el 1934 deixant vídua i una filla. Segons el costum i la llei el fill d'aquesta fill l'havia de succeir, però com que la noia era encara jove, l'estat va quedar sota administració de la Court of Wards en nom de la filla Rajkumari Indra Mohini fins que aquesta va tenir un fill el 1950; el fill, Chandra Vijay Singh va rebre els drets però els zamindaris foren abolits el 1953 pel govern indi. La rani va morir el 2005 i el raja encara es viu (el 2010 va complir 60 anys).